# Bachelor Party (2012)
Bachelor Party é um filme indiano de 2012 dirigido por Amal Neerad.